# Neriene longipedella
Neriene longipedella là một loài nhện trong họ Linyphiidae.
Loài này thuộc chi Neriene. Neriene longipedella được Friedrich Wilhelm Bösenberg & Embrik Strand miêu tả năm 1906.